# إيرين دالتون
إيرين دالتون (بالإنجليزية: Irene Dalton) هي ممثلة أمريكية، ولدت في 1 سبتمبر 1901 في شيكاغو في الولايات المتحدة، وتوفي بنفس المكان في 15 أغسطس 1934.

## وصلات خارجية
- إيرين دالتون على موقع IMDb (الإنجليزية)
- إيرين دالتون على موقع قاعدة بيانات الفيلم (الإنجليزية)